# Love to Go
Love to Go is een nummer van de Belgische deephouse-dj Lost Frequencies met het Nederlandse producersduo Zonderling. De single kwam uit op 17 april 2020, en kwam de week daarna meteen binnen in de Vlaamse Ultratop 50. De single bevat zang van Kelvin Jones.